# Nacaduba astapa
Nacaduba astapa är en fjärilsart som beskrevs av Hans Fruhstorfer 1916. Nacaduba astapa ingår i släktet Nacaduba och familjen juvelvingar. Inga underarter finns listade i Catalogue of Life.